# 蒂 (南达科他州)
蒂，是美国南达科他州下属的一座城市。根据2010年美国人口普查，该市有人口3,806人。2011年估计该市人口约有3,976人，年增长率为4.47%。